# Jordânia nos Jogos Olímpicos de Verão de 1980
A Jordânia competiu nos Jogos Olímpicos pela primeira vez nos Jogos Olímpicos de Verão de 1980 em Moscou, União Soviética.

## Resultados por Evento

### Tiro
- Mohammed Jbowr
- Amera Khalif
- Mohammed Issa Mohammed Shahin
- Nader George Shalhoub